# Вариця
Вариця (рос. Варица) — річка в Україні у Новгород-Сіверському районі Чернігівської області. Права притока річки Вара (басейн Десни).

## Опис
Довжина річки приблизно 5,88 км, найкоротша відстань між витоком і гирлом — 5,17  км, коефіцієнт звивистості річки — 1,14 . Формується декількома безіменними струмками.

## Розташування
Бере початок на північно-західній стороні від села Михайлівка у мішаному лісі в заболоченій місцині. Тече переважно на північний захід через село Мовчанів і на південно-східній околиці села Буда-Вороб'ївська впадає у річку Вара, праву притоку Судості.

## Цікаві факти
- Від верхів'я до гирла річка розміщена у заболченій місцевості[1].